# Министерство защиты окружающей среды и природных ресурсов Украины
Министерство защиты окружающей среды и природных ресурсов Украины (укр. Міністерство захисту довкілля та природних ресурсів України) — государственный орган исполнительной власти Украины с 19 июня 2020 года, деятельность которого направляется и координируется Кабинетом министров Украины. Министерство возглавлял министр экологии и природных ресурсов Украины, которого назначала на должность Верховная Рада Украины в установленном законодательством порядке. 29 августа 2019 года трансформировано в Министерство энергетики и Министерство экологии. 19 июня получил название Министерство защиты окружающей среды и природных ресурсов Украины.
16 июля 2025 года министерства экономики, аграрной политики и продовольствия, охраны окружающей среды и природных ресурсов были объединены в единое Министерство экономики, экологии и сельского хозяйства.

## Функции
Министерство защиты окружающей среды и природных ресурсов Украины (Минприроды Украины) является главным органом в системе центральных органов исполнительной власти в формировании и обеспечении реализации государственной политики в сфере охраны окружающей природной среды, а также — в пределах своей компетенции — занимается вопросами биологической, генетической и радиационной безопасности, обращения с отходами, пестицидами и агрохимикатами, рационального использования, воспроизводства и охраны природных ресурсов (недр, поверхностных и подземных вод, внутренних и территориальных морских вод, воздуха, лесов, животного мира (в том числе водных ресурсов, охоты и диких животных) и флоры), природных ресурсов, территориальных вод, континентального шельфа и исключительной (морской) экономической зоны Украины (в вопросах природных ресурсов), воспроизводства и охраны земель, сохранения, восстановления и устойчивого использования биологического и ландшафтного разнообразия, формирования, ведения и использования экологической сети, организации, охраны и использования особо охраняемых природных территорий, сохранения озонового слоя, регулирования негативного антропогенного воздействия на изменения климата и адаптации к изменениям, реализацию, в рамках своей компетенции, требований Рамочной конвенции ООН об изменении климата и Киотского протокола, развитие водного хозяйства и мелиорации земель, геологическое изучение и рациональное использование минеральных ресурсов, а также осуществляет государственный надзор (контроль) над соблюдением законодательства об охране окружающей среды, рациональным использованием, восстановлением и охраной природных ресурсов.

## Подчинённые органы[2]
- Государственная экологическая инспекция Украины
- Государственное агентство Украины по управлению зоной отчуждения
- Государственная служба геологии и недр Украины
- Государственное агентство водных ресурсов Украины

## Скандалы
27 января 2016 года Кабинет Министров Украины уволил Сергея Курыкина с должности заместителя министра экологии — исполняющего обязанности министра экологии и природных ресурсов по причине хищения государственных средств в размере 550 млн гривен.